# Épisodes de Grandfathered
Cet article présente le guide des épisodes de la série télévisée américaine Grandfathered.

## Généralités
- Aux États-Unis, la saison a été diffusée du 29 septembre 2015 au 10 mai 2016, sur le réseau FOX.
- Au Canada, la saison a été diffusée en simultané sur le réseau Citytv.

## Distribution

### Acteurs principaux
- John Stamos : Jimmy Martino
- Paget Brewster : Sara Kingsley
- Josh Peck : Gerald E. Kingsley, fils de Jimmy
- Christina Milian : Vanessa
- Kelly Jenrette : Annelise Wilkinson
- Ravi Patel : Ravi

### Acteurs récurrents
- Emelia et Layla Golfieri : Edie
- Abby Walker : Cindy
- AJ Rivera : Victor
- Bob Saget : lui-même (épisode 1)
- Criss Angel : lui-même (épisode 4)
- Joanna García : Sloan (épisode 5)
- Dave Coulier : patient (épisode 6)
- Lyndsy Fonseca : Frankie (épisode 7)
- Drake Bell : Kirk Kelly (épisode 15)
- Michael Trucco : Craig (épisodes 17, 18, 21 et 22)
- Regina Hall : Catherine Sanders (épisodes 18 à 22)

## Épisodes

### Épisode 1:Grand-père célibataire
- États-Unis /  Canada : 29 septembre 2015 sur FOX[1] / Citytv[2]
- France : 30 avril 2016 sur Comédie+[3]

- États-Unis : 5,34 millions de téléspectateurs[4] (première diffusion)

### Épisode 2:Edie à la plage
- États-Unis /  Canada : 6 octobre 2015 sur FOX / Citytv
- France : 30 avril 2016 sur Comédie+

- États-Unis : 3,87 millions de téléspectateurs[5] (première diffusion)

### Épisode 3:Soirée entre hommes
- États-Unis /  Canada : 13 octobre 2015 sur FOX / Citytv
- France : 30 avril 2016 sur Comédie+

- États-Unis : 3,17 millions de téléspectateurs[6] (première diffusion)

- Jack McGee (Willy)
- Jamie Denbo (Aida)
- AJ Rivera (Victor)
- Silvia Curiel (Abuela)
- Jon Seminara (Creepy Guy)

### Épisode 4:Père indigne
- États-Unis /  Canada : 20 octobre 2015 sur FOX / Citytv
- France : 30 avril 2016 sur Comédie+

- États-Unis : 3,33 millions de téléspectateurs[7] (première diffusion)

- Abby Walker (Cindy)
- Criss Angel (Magician)
- Tristan Byon (Kid #1)
- John Moskoff (Old Grandpa)
- Patrick Fischler (Fredrick)
- Caleb Paddock (Kid #2)
- Matthew Paddock (Twin)
- Abraham Lim (Ian)
- Tiffany Daniels (Mother #1)
- Richie Sambora (lui-même)

### Épisode 5:Edie et ses deux papas
- États-Unis /  Canada : 3 novembre 2015 sur FOX / Citytv
- France : 30 avril 2016 sur Comédie+

- États-Unis : 3,18 millions de téléspectateurs[8] (première diffusion)

- Joanna García (Sloan)
- Matt Malloy (Headmaster Van Amburg)
- Josh Covitt (Man)
- Rodney J. Hobbs (Cop)
- Anoush NeVart (Tsiliana)

### Épisode 6:Tout pour plaire
- États-Unis /  Canada : 10 novembre 2015 sur FOX / Citytv
- France : 7 mai 2016 sur Comédie+

- États-Unis : 3,05 millions de téléspectateurs[9] (première diffusion)

- Elaine Tan (Heidi)
- Jamie Denbo (Aida)
- Zach Garcia (Jordan)
- Abby Walker (Cindy)
- Dave Coulier (Patient)
- Gracie Marie Bradley (Taylor)

### Épisode 7:Papa ange gardien
- États-Unis /  Canada : 17 novembre 2015 sur FOX / Citytv
- France : 7 mai 2016 sur Comédie+

- États-Unis : 2,98 millions de téléspectateurs[10] (première diffusion)

- Abraham Lim (Ian)
- AJ Rivera (Victor)
- Brandon Sornberger (CJ)
- Noureen DeWulf (Priya)
- Lyndsy Fonseca (Frankie)
- Andrew Friedman (Roger)
- Lauren J. Irwin (Chelsea)
- Ariel Sands (Tabitha)
- Donnabella Mortel (Hottie)
- Kimberly Guevera (Waitress)
- Brian Zarin (Random Coworker #1)
- Camila Greenberg (Random Coworker #2)

### Épisode 8:Gerald a deux papas
- États-Unis /  Canada : 24 novembre 2015 sur FOX / Citytv
- France : 7 mai 2016 sur Comédie+

- États-Unis : 2,72 millions de téléspectateurs[11] (première diffusion)

- Andrew Daly (Bruce)
- Andrea Hunt (Kaylee Carmichael)
- AJ Rivera (Victor)
- Hardy Awadjie (Ezra)
- Thom Shelton (Jared)

### Épisode 9:Jimmy & fils
- États-Unis /  Canada : 1er décembre 2015 sur FOX / Citytv
- France : 7 mai 2016 sur Comédie+

- États-Unis : 3,11 millions de téléspectateurs[12] (première diffusion)

- Andrew Daly (Bruce)
- Abraham Lim (Ian)
- AJ Rivera (Victor)
- Brandon Sornberger (CJ)
- Lizz Carter (Patron #1)
- Stephen Grove Malloy (Patron #2)
- Matt Newell (Patron #3)
- Ann Maddox (Kendra)

### Épisode 10:En pleine forme
- États-Unis /  Canada : 5 janvier 2016 sur FOX[13] / Citytv
- France : 7 mai 2016 sur Comédie+

- États-Unis : 2,95 millions de téléspectateurs[14] (première diffusion)

- Brandon Sornberger (CJ)
- Dr Phil McGraw (Dr Melvoy
- Abby Walker (Cindy)
- AJ Rivera (Victor)
- Laura Krafft (Keener #1)

### Épisode 11:Le Roi de la nuit
- États-Unis /  Canada : 12 janvier 2016 sur FOX / Citytv
- France : 14 mai 2016 sur Comédie+

- États-Unis : 2,65 millions de téléspectateurs[15] (première diffusion)

- Bob Saget (Ronnie)
- Raney Branch (Alicia)
- Lyndsy Fonseca (Frankie)
- Andrew Daly (Bruce)
- Abraham Lim (Ian)
- AJ Rivera (Victor)
- Richard Whiten (Lloyd)
- Devin Sidell (Girl)
- Roger Lodge (Steve)

### Épisode 12:Bébé mannequin
- États-Unis /  Canada : 19 janvier 2016 sur FOX / Citytv
- France : 14 mai 2016 sur Comédie+

- États-Unis : 2,50 millions de téléspectateurs[16] (première diffusion)

- Abby Walker (Cindy)
- AJ Rivera (Victor)
- Leslie Grossman (Leslie)
- Aylya Marzolf (Jess)
- Brandon Sornberger (CJ)
- Erin Bennett (Stage Mom)
- Michael Malota (Photographer)
- Brad Goreski (lui-même)

### Épisode 13:Guacamole à volonté
- États-Unis /  Canada : 26 janvier 2016 sur FOX / Citytv
- France : 14 mai 2016 sur Comédie+

- États-Unis : 2,52 millions de téléspectateurs[17] (première diffusion)

- Ryan Hansen (Chason Fairwick)
- Abby Walker (Cindy)
- Erin Mulvey (Girl #1)
- Adryella Perez (Girl #2)
- AJ Rivera (Victor)
- Frank Drank (Tattoo Artist)
- Julie Zhan (Cooper)
- Austin Falk (Kyle)
- Maliabeth Johnson (Woman)

### Épisode 14:Hammam-amia
- États-Unis /  Canada : 2 février 2016 sur FOX / Citytv
- France : 14 mai 2016 sur Comédie+

- États-Unis : 2,53 millions de téléspectateurs[18] (première diffusion)

- AJ Rivera (Victor)
- Brandon Sornberger (CJ)
- Noureen DeWulf (Priya)
- Jesiree Dizon (Susan)
- Alice Lee (Tory)
- Brian Van Holt (Luke)
- Christy Choi (Towel Girl)
- Patrick O'Sullivan (Finance Guy)
- Mike McLendon (Bartender)
- Casey O'Keefe (Beautiful Woman)
- Londale Theus Jr. (HBS Guy)
- Eugene Kim (Spa Employee)

### Épisode 15:La Morsure
- États-Unis /  Canada : 9 février 2016 sur FOX / Citytv
- France : 21 mai 2016 sur Comédie+

- États-Unis : 2,42 millions de téléspectateurs[19] (première diffusion)

- Ellen Wroe (Summer)
- Drake Bell (Kirk Kelly)
- Shiloh Nelson (Clementine)

### Épisode 16:La Bagarre
- États-Unis /  Canada : 16 février 2016 sur FOX / Citytv
- France : 21 mai 2016 sur Comédie+

- États-Unis : 2,23 millions de téléspectateurs[20] (première diffusion)

- AJ Rivera (Victor)
- Silvia Curiel (Abuela)
- Alex Solowitz (Wes)
- Scott Connors (Jimmy's Father)
- Julian Amatulli (Young Gerald)
- Diego Delpiano (Young Jimmy)
- Gary Kraus (Officer Sullivan)
- Brennan Feonix (Officer Velasquez)
- Dan Thiel (Chris' Father)

### Épisode 17:Le Chevalier servant
- États-Unis /  Canada : 23 février 2016 sur FOX / Citytv
- France : 21 mai 2016 sur Comédie+

- États-Unis : 2,17 millions de téléspectateurs[21] (première diffusion)

- David Brunnemer Hall (Jarmon)
- AJ Rivera (Victor)
- Brandon Sornberger (CJ)
- Michael Trucco (Craig)
- Brooke Lyons (Juliet)

### Épisode 18:Catherine Sanders
- États-Unis /  Canada : 1er mars 2016 sur FOX / Citytv
- France : 21 mai 2016 sur Comédie+

- États-Unis : 2,03 millions de téléspectateurs[22] (première diffusion)

- AJ Rivera (Victor)
- Regina Hall (Catherina Sanders)
- Albert Minero Jr. (Rico)
- Michael Trucco (Craig)
- Brandon Sornberger (CJ)
- Alfred Woodley (Cop)

### Épisode 19:Engagements
- États-Unis /  Canada : 8 mars 2016 sur FOX / Citytv
- France : 28 mai 2016 sur Comédie+

- États-Unis : 1,94 million de téléspectateurs[23] (première diffusion)

- AJ Rivera (Victor)
- Regina Hall (Catherina Sanders)
- Anise Fuller (Cashier)
- Jeff Ross (Marv)
- Jeff Staron (Money Mike)
- Arian Foster (Buff Handsome Man)

### Épisode 20:50 ans pour la deuxième fois
- États-Unis /  Canada : 26 avril 2016 sur FOX / Citytv
- France : 28 mai 2016 sur Comédie+

- États-Unis : 1,78 million de téléspectateurs[24] (première diffusion)

- AJ Rivera (Victor)
- Regina Hall (Catherina Sanders)

### Épisode 21:Commémoration
- États-Unis /  Canada : 3 mai 2016 sur FOX / Citytv
- France : 28 mai 2016 sur Comédie+

- États-Unis : 1,84 million de téléspectateurs[25] (première diffusion)

- AJ Rivera (Victor)
- Regina Hall (Catherine Sanders)
- Michael Trucco (Craig)

### Épisode 22:Le beau au bois dormant
- États-Unis /  Canada : 10 mai 2016 sur FOX / Citytv
- France : 28 mai 2016 sur Comédie+

- États-Unis : 1,64 million de téléspectateurs[26] (première diffusion)

- AJ Rivera (Victor)
- Regina Hall (Catherine Sanders)
- Michael Trucco (Craig)